# Josel de Rosheim
Josel de Rosheim ou Yossel de Rosheim (aussi connu sous le nom de Joselmann, Joselin, Yoselmann, (en allemand : Josel von Rosheim); (en hébreu:יוסף בן גרשון מרוסהים; Joseph ben Gershon mi-Rosheim ou Joseph ben Gershon Loanz) ; né vers 1480 et décédé en mars 1554, a été le grand avocat ("shtadlan", ou Juif de cour) des Juifs allemands pendant les règnes des empereurs du Saint-Empire romain germanique Maximilien Ier et Charles Quint.
Son influence parmi les Juifs et le statut protégé qu'il réussit à obtenir pour lui-même et pour les Juifs à l'intérieur de l'empire, reposent en partie sur son habileté comme avocat et aussi en partie sur le rôle des Juifs dans le financement des dépenses de l'empereur.

## Ses origines familiales
Sa famille est probablement originaire de Louhans en Bourgogne (France). Il est un descendant de Rashi comme il le fait plusieurs fois remarquer dans ses mémoires.  Un autre de ses ancêtres était Jacob ben Jehiel Loans, le médecin personnel de l'empereur Frédéric III, anobli pour ses performances médicales et aussi en tant que professeur d'hébreu de l'humaniste, juriste  et philosophe Johannes Reuchlin.
En dépit des faveurs accordées à cet ancêtre, l'histoire de sa famille montre aussi la position précaire des Juifs à cette époque. En 1470, trois des frères de son père, y compris le rabbin Elias, sont poursuivis à Endingen, et conduits devant l'empereur, accusés d'avoir commis huit ans plus tôt à Souccot un meurtre rituel. 
C'est pourquoi, le père de Josel, Gerschon, s'installe en 1470 à Oberehnheim (Obernai en Alsace). En 1476, la famille de Gershon se réfugie avec toute la communauté juive de la ville à Haguenau, petite ville impériale de Basse-Alsace, poursuivie par des mercenaires suisses. C'est dans cette ville que naîtra, peut-être la même année, Josel.

## Ses débuts

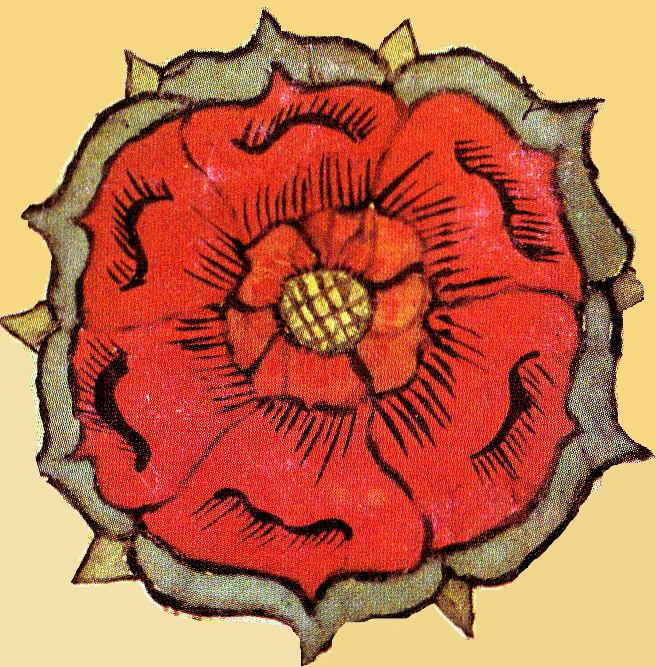
Rose héraldique de Rosheim, 1626.

Rien n'est connu en ce qui concerne l'enfance et la jeunesse de Josel. En tant que jeune homme, il est un rabbin érudit auprès de la communauté juive de Basse-Alsace, et gagne sa vie en tant que marchand et prêteur d'argent. Il gardera constantes ces trois fonctions tout au long de sa vie.
Au début, il travaille pour l'aide sociale de la communauté et aurait participé à déjouer les plans hostiles de Johannes Pfefferkorn, un Juif converti devenu un antisémite féroce. En 1507, lors de l'expulsion des Juifs de Colmar, une tentative similaire a été faite pour expulser ceux de Oberehnheim. Josel fit appel avec succès aux autorités impériales, et les Juifs d'Oberehnheim furent autorisés à rester.
Peu après, pour défendre les droits des Juifs à participer au marché de Colmar, il invoque le concept juridique romain de "civibus Romanis" (Citoyenneté romaine) pour soutenir que les Juifs, comme les Chrétiens doivent avoir un libre accès aux marchés dans le royaume.
En 1510, il est désigné par la communauté juive de Basse-Alsace comme leur  « parnas u-manhig » (chef et guide assermenté), un titre qu'il partageait jusqu'alors avec le rabbin Zadoc Parnas. En tant que tel, il doit « garder ses yeux ouverts dans l'intérêt spécial de la communauté » et il possède le droit de publier des décrets pour les Juifs de sa région et d'ordonner le bannissement (« ḥerem », l'équivalent de l'excommunication) des membres dissidents. En contrepartie, il est chargé de défendre les individus et les communautés contre l'oppression et si nécessaire de faire appel au gouvernement et à l'empereur. Pendant les premières années de ses activités publiques, Josel s'établit dans la ville de Mittelbergheim. En 1514, il est accusé, avec d'autres Juifs de la ville d'avoir profané une hostie consacrée et mis en prison pendant plusieurs mois jusqu'à ce que son innocence soit établie. Peu après, il s'installe à Rosheim où il restera jusqu'à sa mort.
En 1515-1516, il aide ses frères d'Oberehnheim en présentant leurs doléances personnellement à l'empereur Maximilien Ier et en obtenant un sauf-conduit spécial pour eux.

## Avocat des Juifs allemands
Devenant progressivement mieux connu, même au-delà des frontières de l'Alsace, comme défenseur des communautés juives pour les matières religieuses et légales, Josel acquiert graduellement le statut d'avocat et même de chef ("Befehlshaber") de tous les Juifs de l'empire allemand. Sa position n'est en rien assurée : à une occasion, il est condamné pour s'être défini "Regierer der gemeinen Jüdischkeit", "gouverneur de la communauté juive".
Peu après l'ascension sur le trône de l'empereur Charles-Quint, à Aix-la-Chapelle en 1520, Josel obtient une charte, ou lettre de protection de l'empereur pour tous les Juifs d'Allemagne, confirmée dix ans plus tard le 18 mai 1530, par l'Édit d'Innsbruck. À plusieurs reprises, il intercède avec succès auprès du roi Ferdinand, frère de l'empereur, en faveur des Juifs de Bohême et de Moravie.
Lors de la guerre des Paysans, en 1525, les paysans d'Alsace décident de prendre d'assaut la ville de Rosheim. Les paysans aux portes de la ville, les réformateurs protestants Wolfgang Capiton et Martin Bucer essayent mais en vain de les dissuader de mettre leurs plans à exécution, mais Josel, après de très longues discussions réussit à les convaincre d'épargner la ville et de laisser les Juifs en paix. Ceci est à l'opposé de ce qui se passa dans le Sundgau où les paysans chassèrent les Juifs.
En 1530 à Augsbourg, en présence de l'empereur et de sa cour, Josel a une disputation publique avec le Juif baptisé, Antonius Margaritha, qui avait publié un pamphlet « Der gantze Jüdisch Glaub » ("Toute la croyance juive") plein d'accusations diffamatoires envers le judaïsme. La disputation se termina par la victoire décisive de Josel, qui obtint l'expulsion de Margaritha du royaume. (Malgré cette décision judiciaire, cette œuvre sera réimprimée constamment et citée par les antisémites pendant les siècles suivants).
À cette même Diète, Josel défend les Juifs contre l'étrange accusation qu'ils sont responsables de l'apostasie des Luthériens. L'action la plus importante de Josel à la Diète d'Augsbourg est l'établissement de règles pour les prêts effectués par les Juifs. Ils ont l'interdiction d'exiger un taux d'intérêt trop élevé, de porter plainte contre un débiteur négligent auprès d'une cour de justice étrangère, etc. Josel annoncera ces articles aux Juifs allemands en tant que  « gouverneur de la communauté juive en Allemagne », sous forme de takkanot, comme une modification de la loi juive.

## En Bohême
Alors qu'il est toujours occupé par les articles de la Diète d'Augsbourg, Josel doit se précipiter en 1531, à la cour de Charles-Quint au Brabant et en Flandres, afin de défendre les Juifs allemands calomniés là-bas. Dans ce pays très inhospitalier, où ne vivait aucun juif, il séjourne trois mois, s'occupant, quand il n'est pas retenu par ses occupations officielles, à l'étude de la langue hébraïque. Bien que sa vie soit en danger, il réussit à mener à bien la mission objet de son voyage. À la Diète de Ratisbonne, en 1532, il essaye en vain de dissuader le prosélyte Salomon Molkho de réaliser son plan fantastique d'armer les Juifs allemands, afin de proposer à l'empereur de l'aider dans ses guerres contre les Turcs. Molkho ne suit pas les conseils de Josel et est condamné peu après au bûcher comme hérétique. En 1534 Josel se rend en Bohême pour faire la paix entre les Juifs de Prague et ceux de la petite ville bohémienne de Horovice (Horowitz). Il réussit dans sa mission, mais les Juifs d'Horowitz complotent contre sa vie, et il doit se réfugier au château de Prague.
En 1535 Josel se rend dans le Brandenburg-Ansbach pour intercéder auprès du margrave George en faveur des Juifs de Jägerndorf (maintenant Krnov en République tchèque), qui ont été accusés à tort et mis en prison ; il réussit à obtenir leur liberté. Deux ans plus tard, Josel essaye d'aider les Juifs de Saxe, menacés d'expulsion par l'électeur Jean-Frédéric de Saxe. Il se rend en Saxe avec des lettres de haute recommandation pour le prince de la part du bourgmestre de Strasbourg et pour Martin Luther du réformateur alsacien Capiton. Mais Luther est devenu exaspéré contre les Juifs en raison de leur loyauté à leur religion, et il refuse toute intercession, si bien que Josel n'obtient pas d'audience auprès de l'électeur. Mais, lors d'une rencontre à Francfort-sur-le-Main en 1539, il trouve l'occasion de parler au prince, dont il attire l'attention en réfutant dans une disputation publique avec le réformateur Bucer, certaines assertions haineuses à l'égard des Juifs. Lors de la même Diète, le réformateur Philippe Melanchthon prouve l'innocence des trente huit Juifs qui ont été brûlés à Berlin en 1510, ce qui persuada le Prince-Électeur Joachim II Hector de Brandebourg d'exaucer la demande de Josel. L'électeur de Saxe décide alors d'abroger son ordre d'expulsion.
Josel de Rosheim essaya maintes fois d'aider les Juifs de Saxe. Il écrit dans ses mémoires que leur situation était « due à ce prêtre dont le nom est Martin Luther – que son corps et son âme soient envoyés en Enfer – qui écrivit et publia de nombreux livres hérétiques dans lequel il disait que quiconque aiderait les Juifs serait voué à l'Enfer ». Robert Michael écrit que Josel a demandé à la ville de Strasbourg d'interdire la vente des œuvres anti-juives de Luther, et qu'ils[Qui ?] ont dans un premier temps refusé, mais se sont laissé par la suite fléchir quand un pasteur luthérien d'Hochfelden en Suisse, soutint dans un serment que ses paroissiens devaient tuer les Juifs[pas clair].

## Réfutation des accusations de Luther
La même année, Josel apprend que les Juifs de Hesse subissent de nombreuses persécutions en raison des pamphlets de Butzer. Il écrit donc en hébreu une défense du judaïsme à lire dans les synagogues chaque chabbat pour réconforter ses coreligionnaires. Le bourgmestre de Strasbourg ayant exprimé sa conviction que le texte de Josel contenait une attaque contre la chrétienté, celui-ci en effectue une traduction textuelle et le lui envoie. Peu après, Josel doit défendre les Juifs contre les attaques de Luther lui-même, qui en 1543 a publié un pamphlet très haineux intitulé : Von den Juden und Ihren Lügen (Des Juifs et leurs Mensonges), qui a provoqué des manifestations cruelles à l'égard des Juifs dans diverses régions protestantes. Josel réfute les affirmations de Luther dans une pétition volumineuse qu'il fait parvenir au bourgmestre de Strasbourg, et ce dernier à la suite interdit une nouvelle réédition du livre de Luther.
En  1541, Josel apparaît comme le « chef des Juifs des territoires allemands » devant la Diète de Ratisbonne et réussit à éviter un édit dangereux qui aurait interdit les transactions monétaires aux Juifs. À la Diète de Spire en 1544, il réussit à obtenir une nouvelle lettre de protection de l'empereur pour les Juifs allemands, où ils sont expressément autorisés à demander un taux d'intérêt beaucoup plus élevé que les Chrétiens, en raison des impôts beaucoup plus lourds qu'ils doivent payer, mais l'artisanat et la culture de la terre leur sont interdits.
À la même période, Josel paie à l'empereur, au nom des Juifs allemands, la somme de 3 000 florins pour les dépenses engagées pour la guerre contre la France, celle-ci s'étant alliée avec les Turcs.  Dans la lettre de protection de Spire, l'empereur condamne les accusations de meurtre rituel contre les Juifs et il ordonne qu'aucun Juif ne soit mis en prison ou condamné pour ce crime sans preuves suffisantes. Josel désirait cette lettre, car à Wurtzbourg en 1543, cinq Juifs accusés de meurtre rituel ont été emprisonnés et torturés. Après avoir personnellement intercédé en faveur de ces prisonniers, Josel à la fin obtient « leur pardon » de l'empereur.
En  1546, Josel est appelé à intervenir au nom de tous les Juifs allemands qui ont beaucoup souffert durant la  guerre contre la Ligue de Smalkalde. Par l'entremise de Antoine Perrenot de Granvelle, l'influent conseiller de l'empereur, Josel obtient un ordre impérial pour l'armée et un mandat pour la population chrétienne en faveur des Juifs, afin qu'ils ne soient pas maltraités pendant la guerre. Comme preuve de leur gratitude, Josel obtient de la communauté juive qu'elle fournisse du ravitaillement à l'armée partout où celle-ci passera. En reconnaissance du grand service rendu par Josel à l'empereur à cette occasion et aussi précédemment, Charles Quint renouvelle à Augsbourg en 1548 le sauf-conduit pour Josel et sa famille, qui reçoit ainsi le droit de passage au travers de tout l'empire et l'autorisation de séjourner partout où les Juifs sont autorisés à résider. La vie de Josel, ainsi que ses biens, sont protégés par un ordre impérial spécial. Même dans les dernières années de sa vie, Josel est capable de rendre service à l'empereur. En 1552, il envoie à l'empereur à Innsbruck par messager spécial un avertissement que l'électeur Maurice de Saxe cherche à envahir le Tyrol, et l'empereur put au dernier moment s'échapper.
On suppose que Josel est mort subitement à Rosheim en mars 1554, bien qu'il n'y ait aucun acte écrit de son décès, ni aucune tombe à son nom. Aucun successeur ne fut capable d'obtenir un statut aussi favorable pour les Juifs dans le Saint-Empire romain germanique.

## Activité littéraire
Josel travaille au bien-être de son peuple jusqu'à ses derniers jours. Dans sa vie active, il trouve toujours le temps d'étudier la littérature religieuse, et indépendamment de ses pamphlets apologétiques, il écrit plusieurs œuvres religieuses et éthiques, qui en partie existent toujours. Ses livres les plus importants sont :    
- Derek ha-Qodesh, écrit en 1531 au Brabant, contenant les règles pour une vie pieuse, spécialement dans les cas où les Juifs doivent subir le martyre. Deux fragments de ce livre, autrement perdu, sont contenus dans le livreYosif Ometz, de Joseph Hahn, Francfort-sur-le-Main, 1723.
- Sefer ha-Miqnah, terminé en 1546: la première partie contient les mots d'admonestation contre les traîtres parmi Israël ; la seconde partie est cabalistique. Un manuscrit à la Bodleian Library, Oxford (Neubauer, "Cat. Bodl. Hebr. MSS." No. 2240), contient la plus grande partie de cette œuvre. Il a été édité avec une préface et des notes de Hava Fraenkel-Goldschmidt sous le titre: Josephi de Rosheim, Sefer Hammiknah, Jérusalem, Société Mekizé Nirdamim, 1970, (en hébreu).

Les mémoires de Josel (imprimés en hébreu d'origine, avec une traduction en français ont paru dans la Revue des études juives, xvi. 84) contiennent des rapports (incomplets) de certains des évènements importants de sa vie jusqu'en 1547, principalement ceux concernant ses activités publiques. Il semble que ce texte ait été écrit très peu de temps après cette date.

## Représentation dans des œuvres de fiction
Josel est le personnage principal de l'opérette en yiddish malheureusement disparue, "Rabbi Yoselman, ou le décret alsacien" d'Abraham Goldfaden.